# 이집트 초기왕조

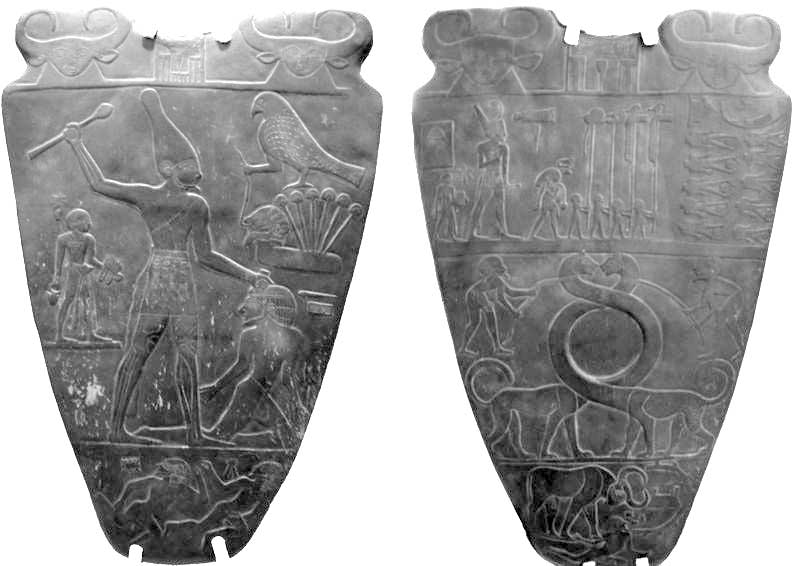

이집트 초기왕조는 대략 기원전 3150년에서 기원전 2686년에 해당되는 시기로, 전갈왕과 나르메르 등의 초기 상이집트 군주들과 이집트 제1왕조, 이집트 제2왕조를 포함한 시기를 말한다.
이 시기에 처음으로 고대 이집트에 통일국가가 출현했으며, 이후의 고왕국 시대의 밑거름이 된다.